# The Recovery Tour
Tournées par Eminem
Anger Management Tour
(2000-2005) The Home and Home Tour
(2010)
The Recovery Tour est la seconde tournée mondiale dans la carrière d'Eminem après le Anger Management Tour de 2000 à 2005. Elle a débuté en juillet 2010 après la sortie du septième album du rappeur, Recovery et s'est achevée en août 2012 après 17 concerts sur tous les continents. Cette tournée avait également pour but de promouvoir l'album Relapse sorti un an plus tôt ainsi que son album commun avec Royce da 5'9" sous le nom de Bad Meets Evil, Hell: The Sequel. De nombreux artistes furent invités durant cette tournée dont Lil Wayne et Slaughterhouse pour les premières parties. Le producteur d'Eminem, Dr. Dre participa quant à lui à la tournée asiatique.

## Genèse

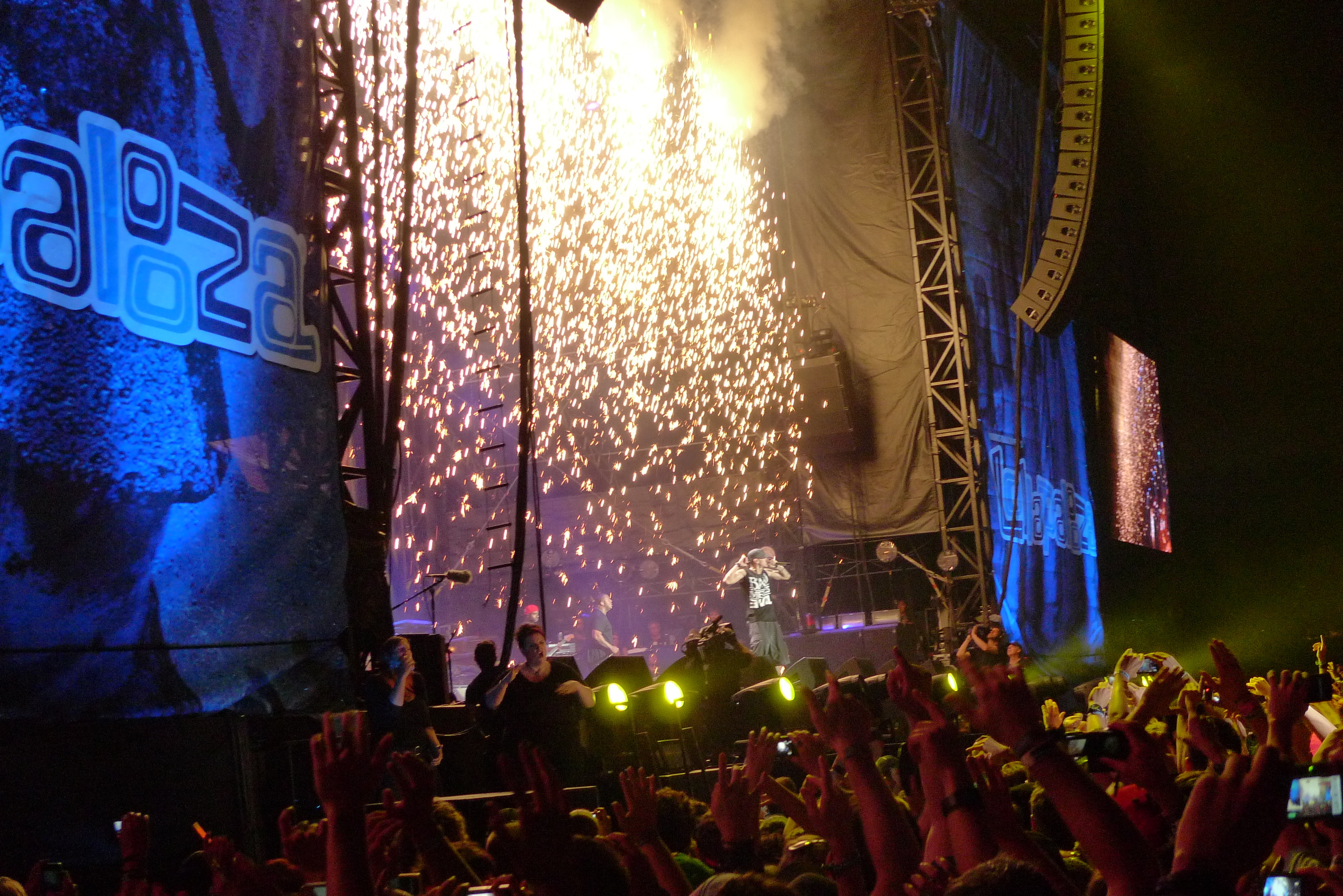
Eminem interprète Not Afraid à Chicago

Peu avant la sortie de l'album Relapse, Eminem annonça qu'il ne ferait pas la promotion de cet album sur scène car sa fille Hailie, dont il est très proche, n'aime pas le voir loin de chez eux. Cependant, Eminem annonce le 23 février 2010 vouloir revenir sur scène à l'occasion de festivals en Europe, à savoir T in the Park en Écosse, Oxegen Festival en Irlande et Openair Festival en Suisse. Eminem avoua être pressé de retourner sur scène en Europe car l'atmosphère y est toujours très bonne et qu'il a besoin de ressentir l'énergie du public une nouvelle fois. La presse annonça la présence de D12, Slaughterhouse et Lil Wayne durant la tournée.

## Dates et lieux des concerts
| Date              | Ville            | Pays            | Salle                           |
| ----------------- | ---------------- | --------------- | ------------------------------- |
| Europe            |                  |                 |                                 |
| 9 juillet 2010    | Frauenfeld       | Suisse          | Open Air Festival               |
| 10 juillet 2010   | Balado           | Écosse          | T in the Park                   |
| 11 juillet 2010   | Comté de Kildare | Irlande         | Oxegen Festival                 |
| Amérique du Nord  |                  |                 |                                 |
| 25 septembre 2010 | Fontana          | États-Unis      | Epicenter Festvial              |
| Amérique du Sud   |                  |                 |                                 |
| 5 novembre 2010   | Sao Paulo        | Brésil          | F1 Rocks                        |
| Amérique du Nord  |                  |                 |                                 |
| 11 juin 2011      | Manchester       | États-Unis      | Bonnaroo Music Festival         |
| 29 juillet 2011   | Montréal         | Canada          | Osheaga Music and Arts Festival |
| 5 août 2011       | Kansas City      | États-Unis      | Kanrocksas Music Festival       |
| 19 juin 2011      | Chicago          | États-Unis      | Lollapalooza                    |
| Europe            |                  |                 |                                 |
| 19 août 2011      | Hasselt          | Belgique        | Festival Pukkelpop              |
| 20 août 2011      | Staffordshire    | Angleterre      | V Festival                      |
| 21 août 2011      | Chelmsford       | Angleterre      | V Festival                      |
| 24 août 2011      | Bangor           | Irlande du Nord | Tennents ViTal                  |
| Océanie           |                  |                 |                                 |
| 1er décembre 2011 | Melbourne        | Australie       | Etihad Stadium                  |
| 2 décembre 2011   | Sydney           | Australie       | Sydney Football Stadium         |
| 4 décembre 2011   | Sydney           | Australie       | Sydney Football Stadium         |
| Asie              |                  |                 |                                 |
| 16 août 2012      | Osaka            | Japon           | Maishima Sports Island          |
| 17 août 2012      | Tokyo            | Japon           | Chiba Marine Stadium            |
| 19 août 2012      | Séoul            | Corée du Sud    | Stade olympique                 |